# Emma Young
Emma Young, född i Devonport, England, 1815, död Coogee, New South Wales, 15 oktober 1862, var en australiensisk skådespelare, sångerska och dansös. Hon var engagerad vid Theatre Royal, Hobart (1841-1845), vid Victoria Theatre, Melbourne. Hon tillhörde de första professionella dansöserna i Australien. 
Hon var dotter till James Young och Isabella Marshall Frisby, syster till skådespelaren Charles Young, svägerska till dansösen Jane Thompson, och gift 1844 med skådespelaren George Herbert Rogers (1820-1872). 
Hon var engagerad av Anne Clarke vid Theatre Royal, Hobart 1842-45. Hon beskrivs som en hygglig skådespelare, men var mer uppmärksammad som dansös och sångerska. Hon uppträdde regelbundet både solo och med partner som dansös vid mellanakter och efterakter under teaterföreställningarna, och sjöng duetter och ballader som sångare. Bland hennes föreställningar fanns ett solomedley Pas Seul (26 augusti 1842), ett Scotch Minuet from Lochinvar (29 juli 1842) med Emma (Elizabeth) Howson, och hon uppträdde ofta med Jerome Carandini, som i The Plouga (1 augusti 1842) och Grand Pas de Deux (23 september 1842). Som sångare uppträdde hon ofta i duetter under operor med Frank Howson, som i rollen som Zerlino i Daniel Aubers opera Fra Diavolo . Hon lämnade Tasmanien 1845 och engagerades då vid George Coppins Victoria teater i Melbourne. Hon hade därefter sin karriär i Melbourne. 
Hon nämns senast år 1857. Hon var därefter separerad från sin make, och förmodas antingen ha fortsatt uppträda under ett annat namn i Australien eller Storbritannien, eller också ha avslutat sin karriär.